# Róna Sámuel
Róna Sámuel, született: Rosenfeld (Halas, Pest-Pilis-Solt vármegye, 1857. április 1. – Budapest, 1910. február 15.) orvosdoktor, egyetemi címzetes rendkívüli tanár.

## Élete
Rosenfeld Ignác kereskedő, földbirtokos és Práger Mária gyermekeként született. Orvosi tanulmányait a Budapesti Tudományegyetemen végezte, ahol 1881-ben nyerte orvosi oklevelét és ekkor Rosenfeld családi nevét Rónára változtatta. Ugyanezen évben Bécsben Kaposi tanárnak volt gyakornoka. 1882-85-ben a budapesti Rókus-kórházban mint segédorvos működött. 1886-ban meglátogatta a bécsi, prágai, berlini, hamburgi speciális klinikákat és osztályokat; 1891-ben a lipcseit, 1894-ben a boroszlóit, rómait, nápolyit. 1886 novemberében több kartársával együtt megalapította Budapesten a nyilvános ambulatóriumot szegény betegek számára, amelynek bujakóros, bőrbeteg és férfi-húgyivarszervi osztályát ő vezette. 1887 decemberében a főváros II. hevenyfertőző-osztály rendelő-orvosává nevezték ki. 1889-ben a bőrgyógyászatból és bujakórtanból magántanárrá habilitálták a budapesti egyetemen. 1893 májusában felmentetvén a II. hevenyfertőző-osztály vezetése alól, a fővárosi fiókkórházban újonnan szervezett bujakóros osztályra rendelő főorvossá nevezték ki. 1899. szeptember 11-én megkapta az egyetemi nyilvános rendkívüli tanári címet. Ezután a Szent István-kórház főorvosa volt.
Házastársa Mahler Ida (1863–1945) volt, Mahler Simon (1835–1881) magánzó és Böhm Mária (1838–1919) lánya, akit 1886. szeptember 12-én Budapesten vett nőül.

## Írásai
Cikkei a Gyógyászatban (1882. Vasomotorikus tünetek a köztakarón sárgaság tartama alatt, 1885. A köztakaró gombaszerű lobos újképletei, 1889. Hemiatrophia facialis progressiva esete, 1892. A fiúgyermekek «urethritis catarrhalisának» kórokáról szervezett tapasztalataim); az Orvosi Hetilapban (1883. Csúz után fejlődött csalánkiütés, urticaria és chorea dimidiata szövetkezése, Adat a korpázó bőrlob, pityriasis rubra tanához, Syphilis gyógyítása formamidum hydrargyratum, higanyformamid oldatával, 1884-85. A köztakaró elváltozása visszatérő láz kiséretében, Adatok a buja- és bőrbetegségek tanához; A húgycsőfolyások pathologiájához, A húgycső-kankó szövődményei férfiaknál, Az ondó készítő és kivezető készülékek kankós gyulladása, Az epididymitis blen. kimenetele, Epididymitis chronica idiopathica, Tuberculosis testis, Orchitis, Orchitis blenorrhoica, chronica cum neuralgia testis, A húgycsőkankó következményes bántalmai, A férfiak heveny húgycső-kankójának gyógymódjához, A dülmirigyek, ondóhályogok és mellékherék heveny gyulladásának gyógymódjához, A női húgy- és ivarszervek kankós bántalmai és szövődménye, Syphilis gravis, Syphilis anomalis, Jodol, az új antisepticum, 1886. Dermatitis exfoliativa s. pityriasis rubra, 1887. Adatok a Psychopathia sexualis ismeretéhez, Sycosis parasitaria hazánkban, 1888. Lichen, ruber, planus, Lichen scrophulosorum infantum, 1889. Urticaria kanyaró után, 1890. Gördíthet-e a compressor urethrae akadályt a heveny húgycsőkankó elé, a sankercontagium tanának mai állása, 1891. A hátulsó kankó, urethritis post. kezelése irrigator segélyével, katheter nélkül, 1892. A prurigo, viszketeg, lényege és gyógyítása, Adatok az inhüvelyek, nyáktömlők, izompólyák, idegek kankóhoz társuló megbetegedéséhez); a Monatshefte für praktische Dermatologieban (1886. Blutserum-quecksilber, Bockhardt gegen Lues, Ein Fall von vollkommener Hodenatrophie als Folge einer acuten Orchitis, 1887. Zur Kasuistik der Lichen ruber, Lichen ruber in Ungarn, 1888. Zur Lehre von Lichen ruber, 1889. Ein Fall von Ganglion penis nach Trauma des erigirten Gliedes, Weitere Beiträge zur Lehre des Lichen ruber, 1891. Extragenitale Syphilis-infection mit Rücksicht auf die hiesigen, ungarischen Verhältnisse); az Archiv für Dermatologie und Syphilisben (1889. Hochgradige Ichthyosis im Säuglingsalter, 1890. Cowperitis im Verlaufe von Masern, 1892. Seit vier Jahren bestehender universalis bei einem 6jähr. Knaben, Casuistische Beiträge zu den Entzündungen der Sehnenscheiden, Schleimbeuteln, Muskeln und peripher. Nerven im Verlaufe der Gonorrhoea, Neue Beiträge zur Pathologie der acuten Urethritis, 1893. Über Ätiologie und Wesen der Urethritis catarrhalis der Kinder m"nnlichen Geschlechtes, 1895. Ein Fall von primärem gangraenösen Erysipel des Penis, Miterkrankung des Hodensackes und der Hoden; consecutive Hodentrophie, Oligospermie, Ein Fall von Syphilis mit consecutiver multipler Knochenfraktur); a M. Orvosok és természetvizsgálók Munkálataiban (1890. Extragenitalis syphilis infectio tekintettel honi viszonyainkra); a Klinikai Füzetekben (VII. 1891. A férfiak heveny húgycsőkankója); a M. Orvosi Archivumban (1892. Újabb adatok a férfiak heveny húgycsőkankójának pathologiájához); a Pester medizinisch-chirurgische Presseben (1892. Über Prostatitis gonorrhoica chronica); a Budapest székes-főváros közkórházainak Évkönyvében 1893. Adatok a scarlatina chirurgica tanához, 1895. Miliaris gümők a hólyagban); a Sebészetben (1894. Atrophia testis jobb oldalt, tuberculosis testis baloldalt heveny húgycsőkankó nyomán).

## Munkái
- Malleus humidus acutus hominis. Budapest, 1884. (Különnyomat a Gyógyászatból.)
- A buja- vagy nemi betegségek. Egyetemi előadásai fonalán orvosoknak és orvostanhallgatóknak. A szöveg közt számos ábrával. Budapest, 1894. (A magyar orvosi könyvkiadóvállalat könyvtára LXXVIII.)
- A rhinoscleroma kórtanához. Rhinoscleroma második esete metastasisos táji mirigyduzzanatokkal. Budapest, 1901. (Különnyomat az Orvosi Hetilapból)
- Lupus erythematosus testvéreknél. Budapest, 1901. (Különnyomat az Orvosi Hetilapból)
- Az «eczema» kérdéséhez. Budapest, 1902. (Különnyomat az Orvosi Hetilapból)
- A régiek «gangrenás-phagedaeniás-diphteriás» sankerának nosocomialis gangraenájának és sebdiphteriájának, a Vincent-anginának, a stomaeacenak, a nomának, a stomatitis mercurialis üszkösödésének és a tüdőgangrenának aetiologiájához. Budapest, 1903. (Különnyomat az Orvosi Hetilapból)
- Veneriás betegségek. Egyetemi előadásai folyamán orvosoknak és orvostanhallgatóknak. A szöveg közt 87 ábrával. Budapest, 1903.
- A tuberculosisnak a bőrön és nyálkahártyán való nyilvánulása. Közlemény a székesfőv. sz. István kórház bőrbeteg és bujakóros osztályáról. Budapest, 1904. (Különnyomat az Orvosi Hetilapból)